# Jochen Brennecke

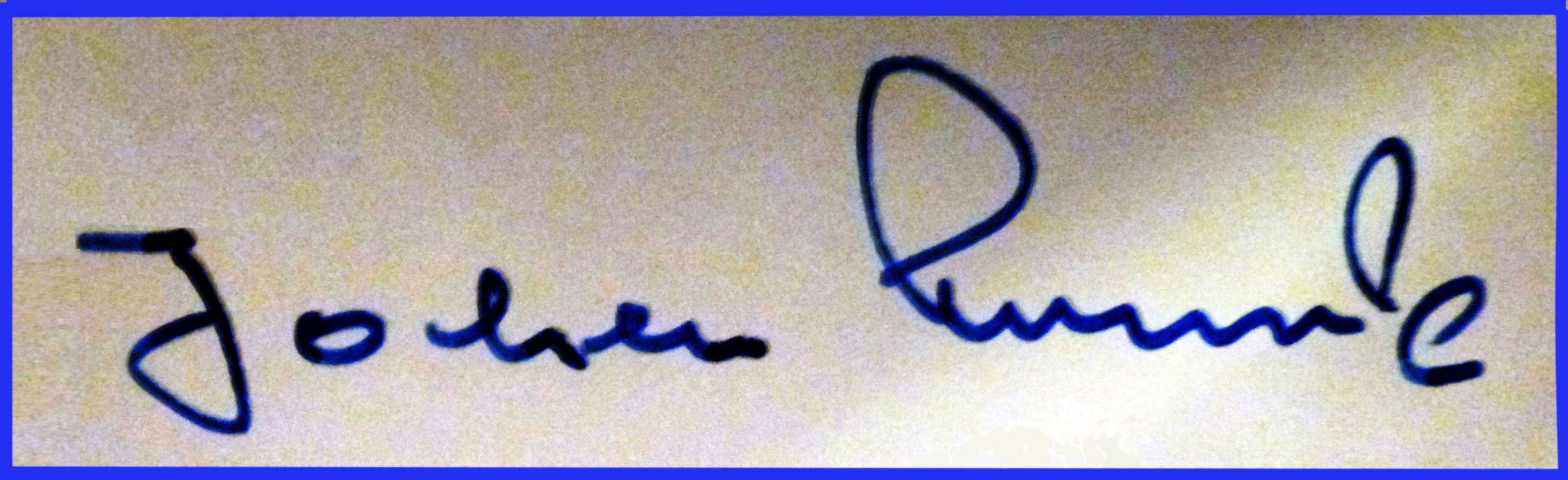
Signatur Jochen Brennecke

Jochen Brennecke, eigentlich Joachim Brennecke, auch Hans Jochen Brennecke (* 12. April 1913 Dessau; † 18. November 1997 in Stuttgart?), war ein deutscher Schriftsteller, Redakteur und Marinehistoriker. Er benutzte auch die Pseudonyme Jens Janssen, Jens Jensen und E. G. Lass.

## Herkunft und berufliche Tätigkeit
Über seine Herkunft und Jugend ist nichts bekannt. Er war Seemann auf Rahseglern und schied aufgrund eines Unfalls aus der seemännischen Tätigkeit aus. Im Zweiten Weltkrieg war er von 1940 bis 1943 Kriegsberichterstatter der Kriegsmarine, u. a. in Athen. Danach war er in Marineflakeinheiten eingesetzt. 1942 publizierte er sein erstes Buch, einen Band über das Panzerschiff Admiral Scheer. Ab Juli 1944 war Brennecke bei verschiedenen U-Bootflottillen ohne Bordkommando eingesetzt. Ab 20. April 1945 machte er Dienst beim Marineoberkommando Ostsee in der 40. Minensuchflottille. Sein letzter Dienstgrad war Oberbootsmann der Reserve.
Ab 1953 veröffentlichte er unter seinem eigenen Namen sowie dem Pseudonym Jens Janssen zahlreiche Schriften zur Seefahrts- und Marinegeschichte. Seine Arbeit über das Schlachtschiff Tirpitz erlebte 17 Auflagen. Sein Buch über den U-Boot-Krieg, Jäger – Gejagte, wurde auch auf Englisch, Französisch und Norwegisch publiziert. Ende der 1950er Jahre veröffentlichte er als Jens Janssen in der Heftromanreihe SOS – Schicksale deutscher Schiffe ein gutes Dutzend Bände; vermutlich, weil der Hauptautor der Reihe, Otto Mielke, 1958 frühzeitig verstorben war.
1975 war Brennecke Mitbegründer und langjähriger Generalsekretär der Deutschen Gesellschaft für Schiffahrts- und Marinegeschichte. Außerdem war er Präses des Forschungsinstituts und Archivs für Schiffahrts- und Marinegeschichte und weiterhin als Sachbuchautor, Novellist und Hörspielautor tätig. Er starb 1997, vermutlich in Stuttgart.

## Schriften (Auswahl)
- Kreuzerkrieg in zwei Ozeanen. Schwerer Kreuzer „Admiral Scheer“ versenkt 152000 Brutto-Register-Tonnen. Hase & Koehler, Leipzig 1942.
- Schlachtschiff Tirpitz. Tatsachenbericht. Deutscher Seeverlag, Hamm 1953.
- Jäger – Gejagte!. Koehlers Verlagsgesellschaft, Herford 1956.
- Schwerer Kreuzer Admiral Scheer. (Co-Autor Theodor Krancke) Koehler, 1955, ISBN 3-8118-3139-9
- Haie im Paradies. Der deutsche U-Boot-Krieg in Asiens Gewässern, Koehlers Verlagsgesellschaft, Herford 1961.
- Eismeer – Atlantik – Ostsee. Die Einsätze des Schweren Kreuzers „Admiral Hipper“. Koehlers Verlagsgesellschaft, Herford 1963.
- Windjammer. Koehlers Verlagsgesellschaft, Herford 1968.
- Tanker. Vom Petroleumklipper zum Supertanker. Koehlers Verlagsgesellschaft, Herford 1975, ISBN 3-7822-0066-7.
- Mit Karl-Otto Dummer: Viermastbark Pamir. Ihr Schicksal im Zentrum des Hurrikans „Carrie“. Ullstein, Frankfurt am Main 1995, ISBN 3-548-23531-X.
- Geschichte der Schiffahrt. Sigloch-Edition, Künzelsau 1981; Neuausgabe 1999, ISBN 3-89393-176-7.